# 拉莫特昂布莱西
拉莫特昂布莱西（法語：Lamothe-en-Blaisy，法語發音：[lamɔt ɑ̃ blɛzi]）是法国上马恩省的一个旧市镇，位于该省西部，属于肖蒙区。2017年1月1日，布莱西地区拉莫特与市镇科隆贝双教堂村合并为新的科隆贝双教堂村。

## 地理
拉莫特昂布莱西（48°14'26"N, 4°56'41"E）面积10.21 平方千米，位于法国大東部大區上马恩省，该省份为法国东北部内陆省份，北起马恩省和默兹省，西接奥布省，西南接科多尔省，东南接上索恩省，东临孚日省。
与拉莫特昂布莱西接壤的市镇（或旧市镇、城区）包括：科隆贝双教堂村、屈尔蒙、拉沙佩勒昂布莱西。
拉莫特昂布莱西的时区为UTC+01:00、UTC+02:00（夏令时）。

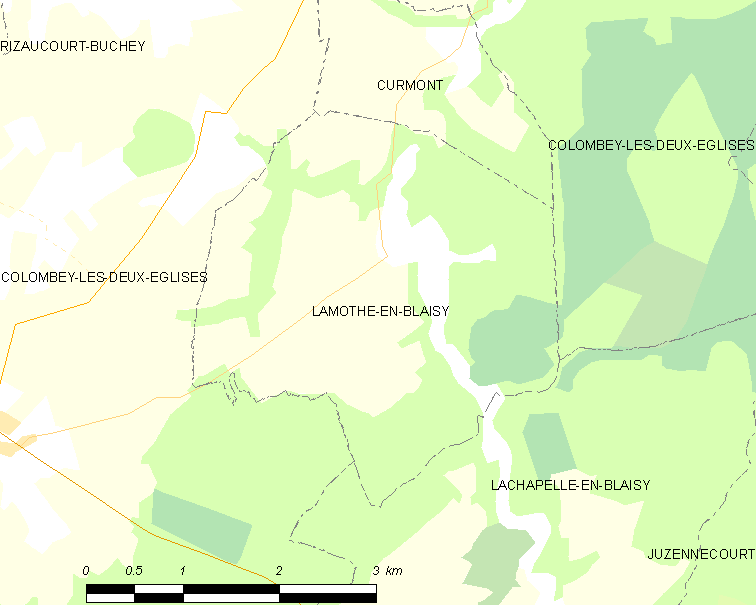
拉莫特昂布莱西的OSM定位图

## 行政
拉莫特昂布莱西的邮政编码为52330，INSEE市镇编码为52262。

## 政治
拉莫特昂布莱西所属的省级选区为沙托维兰县。

## 人口

1962-2008年间拉莫特昂布莱西人口变化图示

拉莫特昂布莱西于2018年1月1日时的人口数量为57人。